# مایکل بونر
مایکل بونر (۱۹۵۲ – ۲۵ می ۲۰۱۹م)(۱۳۳۱ تا ۴ خرداد ۱۳۹۸خ) محقق آمریکایی_یهودی در مطالعات اسلامی بود. او دکترای خود را در مطالعات خاور نزدیک از دانشگاه پرینستون در سال ۱۹۸۷م/۱۳۶۶خ دریافت کرد. بونر در دانشگاه میشیگان (شهر ان اربر) استاد تاریخ اسلام قرون وسطی و نیز رئیس بخش مطالعات خاور نزدیک (۲۰۱۰ تا ۲۰۱۹م)(۱۳۸۹ تا ۱۳۹۸خ) بود. او علاوه بر تک نگاری‌هایش، ده‌ها مقاله و ترجمه علمی منتشر کرد. او کتاب «اThe Empire of the Mahdi: The Rise of the Fatimids: امپراتوری مهدی: ظهور فاطمیان» اثر هاینز هالم و «The Early Arabic Historical Tradition: A Source-Critical Study: سنت تاریخی عربی اولیه: مطالعه منبع‌شناختی» اثر آلبرشت نوث را به انگلیسی ترجمه کرد. برای ارج نهادن به میراث بونر، مجموعه‌ای با عنوان «Islam on the Margins – Studies in Memory of Michael Bonner»(: اسلام در حاشیه، مطالعاتی به‌یاد مایکل بونر» منتشر شد که شامل مشارکت‌های شاگردان و همکارانش است و نشان‌دهنده علایق علمی گوناگون اوست.

## محورهای پژوهشی
رابرت هاگ (Robert Haug) دانشیار تاریخ جهان اسلام، در دانشگاه سینسیناتی مقاله‌ای در کتاب‌شناختی بونر نوشته است: تحقیقات و نوشته‌های مایکل بونر را می‌توان در سه حوزه اصلی خلاصه کرد:
1. تاریخ مرزهای عرب ـ بیزانسی یا حدود جهاد
2. تاریخ فقر و خیریه در جامعه اسلامی اولیه
3. تاریخ اقتصادی عربستان پیش از اسلام، با تمرکز ویژه بر بازارهای آن

او با مطالعه و تحلیل منابع متنوعی از جمله تاریخ‌ها، رساله‌های فقهی، جغرافیا، زندگی‌نامه‌ها و سکه‌شناسی، توانست به تجربه گروه‌هایی بپردازد که در منابع سنتی کمتر دیده می‌شود، مانند مجاهدان مرززبان و فقیران شهری. بونر تلاش کرد فاصله میان دیدگاه‌های آرمانی دانشمندان دینی و فقهی درباره نحوه عملکرد جامعه اولیه مسلمانان و واقعیت‌های عملی را کاهش دهد. او این حوزه‌های مختلف را از طریق مفهوم «چرخه اقتصادی»(گردش و بازگشت اموال) به هم پیوند می‌داد، که شامل ایده‌هایی مانند بخشش و پاداش می‌شد. بونر هزینه‌های سربازان مرزدار، کمک‌های خیرخواهانه، و مهمان‌نوازی شیوخ قبیله‌ای را بخشی از یک اقتصاد مبتنی بر تقوا و سخاوت در اسلام می‌دانست.

## اثار
- islam in the Middle Ages: The Origins and Shaping of Classical Islamic Civilization. With Jacob Lassner. Oxford: Praeger/ABC Clio, 2010.
- Les Origines du jihâd. Paris: Les Éditions du Téraèdre, 2004.
  - Appeared in English as Jihad in Islamic History: Doctrines and Practices. Princeton: Princeton University Press, 2006.
  - Translated into Italian as La jihad, Rubbettino, 2008.
- Islam, Democracy and the State in Algeria: Lessons for the Western Mediterranean and Beyond. Co-edited with Mark Tessler and Megan Reif. A special issue of Journal of North African Studies (2004), and a volume published by Routledge, 2005.
- "Arab-Byzantine Relations". Vol. 8 of The Formation of the Classical Islamic World, under general editorship of Lawrence I. Conrad. Aldershot, UK: Ashgate/Variorum, 2004.
- Poverty and Charity in Middle Eastern Contexts. Co-edited with Amy Singer and Mine Ener. SUNY Press, 2003.
- Aristocratic Violence and Holy War: Studies on the Jihad and the Arab-Byzantine Frontier. New Haven: American Oriental Society Monograph Series, 1996.

1. ↑  "MES Mourns Death of Professor Michael Bonner | U-M LSA Middle East Studies". lsa.umich.edu (به انگلیسی). Retrieved 2024-11-08.
2. ↑  «Michael Bonner | Department of Near Eastern Studies». nes.princeton.edu. دریافت‌شده در ۲۰۲۵-۰۳-۰۴.
3. ↑  Nori، Morteza. «اسلام در حاشیه: تحقیقاتی به یادبود مایکل بونر». مرکز و کتابخانه مطالعات اسلامی به زبان های اروپایی. دریافت‌شده در ۲۰۲۴-۱۱-۰۸.
4. ↑  Haug, Robert (2019-01-01). "Recompense and Reward: The Scholarly Contributions of Michael David Bonner". Der Islam.
5. ↑  Haug, Robert (2019-10-01). "Recompense and Reward: The Scholarly Contributions of Michael David Bonner (1952‒2019)". Der Islam (به آلمانی). 96 (2): 271–280. doi:10.1515/islam-2019-0024. ISSN 1613-0928.